# Przeworsk (gmina wiejska)
Przeworsk – gmina w powiecie przeworskim w województwie podkarpackim, otaczająca promieniście miasto Przeworsk. Gmina o charakterze rolniczym.

## Historia
1 sierpnia 1934 roku została utworzona gmina zbiorowa, w której skład weszły dotychczasowe gminy jednostkowe: Chałupki, Dębów, Gorliczyna, Grzęska, Maćkówka, Mirocin, Nowosielce, Rozbórz, Studzian, Świętoniowa, Ujezna i Żurawiczki.
10 września 1934 roku rozporządzeniem wojewody lwowskiego gmina Przeworsk została podzielona na gromady: Chałupki, Dębów, Gorliczyna, Grzęska, Maćkówka, Mirocin, Nowosielce, Rozbórz, Studzian, Świętoniowa, Ujezna i Żurawiczki.
W 1954 roku na mocy reformy podziału administracyjnego zniesiono gminę Przeworsk, a w jej miejsce utworzono gromady: Gorliczyna, Grzęska, Nowosielce, Rozbórz, Studzian, Żurawiczki.
31 grudnia 1961 roku gromada Nowosielce została zniesiona, a jej obszar włączony do gromady Studzian. 
1 stycznia 1969 roku zniesiono gromadę Gorliczyna, a jej obszar włączono do gromady Grzęska. Z gromady Grzęska wyłączono  Świętoniową i włączono ją do gromady Gniewczyna Łańcucka. Siedziba gromady Grzęska została przeniesiona do Przeworska. W marcu 1969 roku zmieniono nazwę gromady Grzęska, na gromada Przeworsk.
1 stycznia 1973 roku reaktywowano gminę zbiorową Przeworsk, w której skład weszły sołectwa: Chałupki, Gorliczyna, Grzęska, Mirocin, Nowosielce, Rozbórz, Studzian, Świętoniowa, Ujezna, Urzejowice.

## Demografia

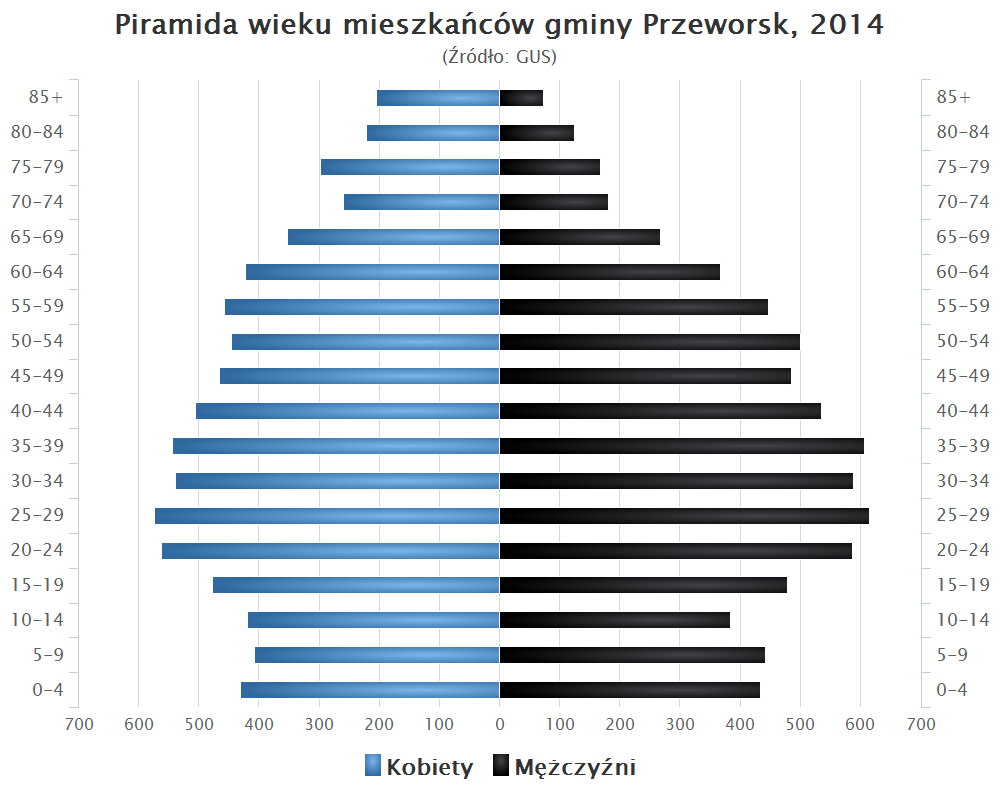
Piramida wieku mieszkańców gminy Przeworsk w 2014 roku

## Miejscowości w gminie
| Sołectwo                    | Ludność |
| --------------------------- | ------- |
| Chałupki-Gorliczyna Szewnia | 500     |
| Gorliczyna                  | 1 949   |
| Grzęska                     | 1 946   |
| Gwizdaj                     | 343     |
| Mirocin                     | 1 288   |
| Nowosielce                  | 1 462   |
| Rozbórz                     | 2 165   |
| Studzian                    | 1 649   |
| Świętoniowa                 | 859     |
| Ujezna                      | 743     |
| Urzejowice                  | 1 753   |

## Sąsiednie gminy
Białobrzegi, Gać, Jarosław, Kańczuga, Łańcut, Pawłosiów, Przeworsk (miasto), Tryńcza, Zarzecze